# 엔젤 톰킨스

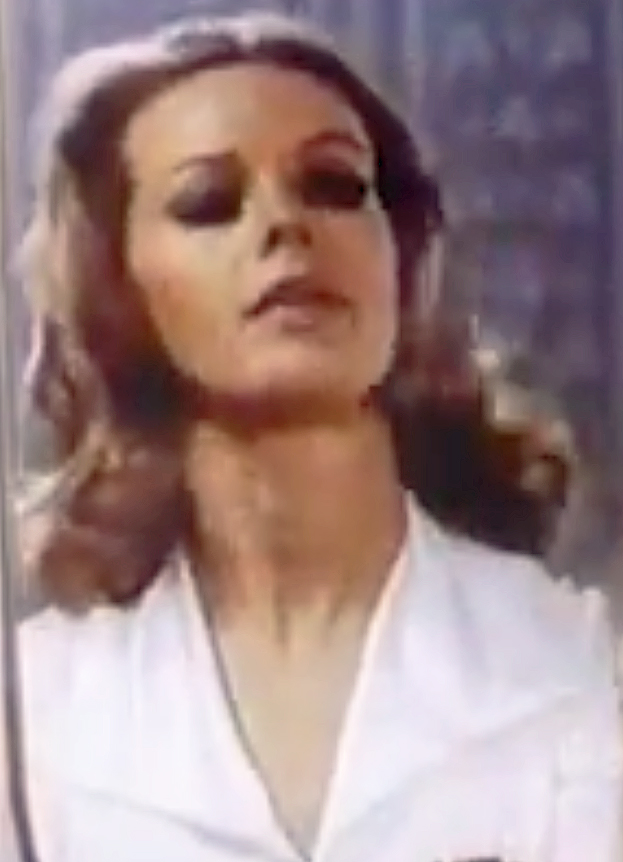

에인절 톰프킨스(Angel Tompkins, 1942년 12월 20일 ~ )는 미국의 배우이다.
올버니에서 태어났다.

## 출연 작품
- 리렌트리스 (1989, Relentless)
- 분노의 총탄 (1989, Crack House)
- 형사 머피 (1986)
- 데인저러슬리 클로즈 (1986년)
- 엘리게이터 (1980)
- 워킹 톨 2 (1975년)
- 마피아 혈전 (1973년)
- 프라임 컷 (1972년)
- 내 사랑 조디 (1970, I Love My Wife)

### 텔레비전
- 아이언사이드 (1971, 1972)
- 달리는 사이먼 (1985)